# پل ژروه
فرانسوا لویی پاول ژِروه (به فرانسوی: Paul Gervais) (زاده ۲۶ سپتامبر ۱۸۱۶ - مرگ ۱۰ فوریه ۱۸۷۹)، دیرین‌شناس و حشره‌شناس فرانسوی بود.

## زندگی‌نامه
ژروه در پاریس متولد شد و دیپلم دکترای دانش و پزشکی خود را در همین شهر به دست آورد. او کار بر روی پژوهش‌های دیرین‌شناسی خود را در سال ۱۸۵۵، هنگامی که به عنوان دستیار در آزمایشگاه آناتومی مقایسه‌ای در موزه موزه ملی تاریخ طبیعی استخدام شد، آغاز کرد. در سال ۱۸۴۱ رئیس بخش جانورشناسی و آناتومی مقایسه‌ای در دانشکده علوم مون‌پلیه شد. از او کتاب مهم Zoologie et paléontologie françaises (جانورشناسی و دیرین‌شناسی فرانسوی) باقی‌مانده است که کامل کننده نوشته‌ها و آثار ژرژ کوویه و هانری ماری دوکروته دو بلنویل بود. او در سال ۱۸۷۴ عضو آکادمی علوم فرانسه شد و برنده نشان لژیون دونور نیز گشت.
او ۴ جلد کتاب «تاریخ طبیعی پستانداران» (Histoire naturelle des Mammifères) را به همراه چارلز اتاناز والکنر، کتاب «جانورشناسی پزشکی» (Zoologie médicale) به همراه پیر ژوزف ون بندن، همچنین کتاب «جانورشناسی و دیرین‌شناسی جامع» (Zoologie et Paléontologie générales) را چاپ کرد.

## آثار
- Zoologie et paléontologie françaises (۱۸۴۸-۱۸۵۲)
- Histoire naturelle des Mammifères (۱۸۵۴-۱۸۵۵)
- Éléments des sciences naturelles : zoologie comprenant l’anatomie, la physiologie, la classification et l’histoire naturelle des animaux, (۱۸۶۶)
- Zoologie et Paléontologie générales (۱۸۶۷)